# Пирейская митрополия
Пире́йская митрополия (греч. Ιερά Μητρόπολις Πειραιώς) — епархия Элладской православной церкви на территории периферийной единицы Пирей с центром в городе Пирей.
Управляющий — митрополит Пирейский Серафим (Мендзелопулос) (с 2006 года).

## История и современность
Пирейская митрополия была образована в январе 1962 года путем выделения её из Афинской архиепископии. Временно управляющим новобразованной епархии был назначен митрополит Гидрский, Спецский и Эгинский Прокопий (Караманос). После смерти митрополита Прокопия в 1965 году, митрополит Пирейским был назначен митрополит Арголидский Хризостом (Тавладоракис).
С 19 марта 2006 года — епархию возглавляет митрополит Серафим (Мендзелопулос), избранный на эту кафедру на заседании Священного Синода Элладской церкви от 28 ферваля 2006 года.
Пирейская митрополия резко осудила признание ПЦУ руководством Элладской церкви, назвав эту структуру «раскольничьим образованием, отлученным, анафематствованным и невоцерковленным».
22 февраля 2024 года Пирейская митрополия отстранила от Причастия депутатов Парламента Греции, проголосовавших за легализацию в стране однополых браков.
В 2024 году Священный Синод ЭПЦ учредил в митрополии Ахелское викариатство, избрав архимандрита Нифонта (Капоянниса) епископом Ахелским, викарием Пирейской митрополии.

## Епископы
- 1962—1965 — Прокопий (Караманос)
- 1965—1977 — Хризостом (Тавладоракис)
- 1978—2006 — Каллиник (Карусос)
- с 2006 года — Серафим (Мендзелопулос)

## Викариатства
- Ахелское (с 2024)

## Благочиния и приходы

### 1-й благочиннический округ
1. Свято-Троицкий кафедральный собор, Пирей
2. Церковь Святого Спиридона, Пирей
3. Церковь Святого Николая Чудотворца, Пирей
4. Митрополичья церковь Святых Константина и Елена, Пирей
5. Церковь иконы Божией матери Миртидиотисса, Пирей
6. Церковь Благовещения, Пирей
7. Церковь Святого Димитрия, Палеон-Фалирон
8. Церковь Святого Харалампия, Кастелла
9. Церкоь Пророка Божия Илии, Кастелла
10. Церковь Святого Креста, Кастелла

### 2-й благочиннический округ
1. Церковь преподобного Нила Мироточивого, Пирей
2. Церковь иконы Божией матери «Родон Амарант» (Ρόδον Αμάραντον), Пирей
3. Церковь Святой Параскевы, Галлиполи
4. Собор Василия Блаженного, Галлиполи
5. Церковь иконы Божией матери «Живоносный источник», Хаджикириакейо

### 3-й благочиннический округ
1. Церковь Святой Марины, Пирей
2. Церковь Иоанна Крестителя, Айос-Иоанис-Рендис
3. Успенская церковь, Айос-Иоанис-Рендис
4. Собор Святой Софии, Айя-София
5. Церковь Святого Елевферия, Каминия
6. Церковь Святых Бессребреников Космы и Дамиана
7. Церковь Введения во храм Пресвятой Богородицы
8. Церковь Преображения Господня, Коккиния
9. Церковь иконы Божией матери «Живоносный источник», Каминия.

### 4-й благочиннический округ
1. Церковь Святого Дионисия, Пирей
2. Церковь Сретения Господня, Пирей
3. Церковь Святого великомученика Пантелеимона, Драпецона
4. Церковь Святого Фанурия Родосского, Драпецона
5. Церковь Вознесения Господня, Драпецона
6. Церковь Святого великомученика Димитрия Солунского, Тамбурия

### Храмы вне благочиний
1. Церковь Святой Екатерины, Пирей
2. Церковь Святых Бессребреников Каллиполеосских, Пирей
3. Церковь Святых Бессребреников при госпитале Цаней, Пирей
4. Церковь Святой Варвары, Керацини
5. Церковь Святой Варвары, Амфиали
6. Церковь Благовещения Пресвятой Богородицы, Айос-Иоанис-Рендис
7. Церковь Святого Иоанна при Детском доме, Хаджикириакейо
8. Церковь Святой равноапостольной княгини Ольги при Военно-Морском госпитале, Пирей
9. Церковь Святого Харалампия, Тамбурия

### Монастыри
1. Воскресенский мужской монастырь, Пирей
2. Мужской монастырь в честь иконы Божией матери «Живоносный источник», Пирей